# Павлоково (Череповецкий район)
Павлоково — деревня в Череповецком районе Вологодской области.
Входит в состав Мяксинского сельского поселения (c 1 января 2006 по 30 мая 2013 года входила в Щетинское сельское поселение), с точки зрения административно-территориального деления — в Ильинский сельсовет.
Расстояние до районного центра Череповца по автодороге — 48 км, до центра муниципального образования Мяксы по прямой — 14 км. Ближайшие населённые пункты — Хвощевик, Петровское, Григорьевское.
По переписи 2002 года население — 40 человек (18 мужчин, 22 женщины). Всё население — русские.
В деревне родился Герой Советского Союза Алексей Лошков.